# 竜潜
竜 潜（りゅう せん、ロン・チェン、1913年10月 - 1992年12月13日）は、中華人民共和国の軍人、革命軍、政治家。中華人民共和国の建国少将。江西省永新県高渓郷出身。元済南軍区副政治委員、河南省軍区政治委員、浙江省軍事管制委員会主任、中国共産党浙江省委員会第一書記。

## 経歴
1913年10月、江西省永新県高渓郷で生まれる。1927年9月、14歳で少年先鋒隊組織に加入し、その後「三湾改編」に参加しました。1928年6月23日、「竜源口」の戦いに参加し、負傷した。1929年2月、16歳で、紅軍に参加して、井岡山紅四軍第三十一団に編入して、機関砲大隊の伝令班の伝令兵を担当しました。3月、毛沢東上井岡山に従って、団部通信排通信員と班長を担当した。同月に中国共産主義青年団に入団した。1930年に中国共産党に転入した。1930年から1933年まで、第1回反包囲戦役、第3回反包囲戦役、第5回反包囲戦役に参加しました。1933年9月、長征が参加した。1935年1月、22歳で貴州省遵義に着き、「直羅鎮」と「瓦窯堡」の戦いに参加しました。1936年の初、23歳で陝西甘寧軍区政治部紅軍工作課課長及び武装動員部部長を担当した。1937年1月、党中央及び中央軍事委員会に従って延安に移り、中国抗日軍事政大学（旧軍政幹部学校）に学習を派遣した。
1937年8月、黄河を渡っている時に大日本帝国の戦闘機に爆撃されました。1942年3月、華東中央党学校は勉強します。1943年、淮北行政公署公安局局長に就任。
1945年、華東蘇皖辺区政府公安総局局長兼淮安城防衛戍司令官に就任。淮海戦役、渡江戦役は参加します。1948年9月、華東軍区後備兵団副政治委員会（軍職）兼教官政治委員会、党委員会書記に就任。1949年4月、華東軍区第三野戦軍防衛部部長に転任。
1950年8月、南京市軍事管制委員会委員、南京市公安局長に就任。1954年1月、華東軍区政治部保安部長（正軍職）に就任。その後は南京軍区防空軍政委を担当した。1955年10月、42歳で中国人民解放軍少将を授与されました。1957年9月、南京軍区空軍副政治委員会副政委に就任。翌年5月、南京軍区政治部副主任に任命。1965年10月、中国共産党浙江省委員会常務委員、浙江省軍区政委に就任。1966年6月、文化大革命中に批判を受けた。翌年7月、北京軍事学院学習班に進学した。1969年9月、湖北省武漢市朱湖部隊農場に送られ労働改造されました。1971年6月、河南省軍区副政委に就任。1975年3月、河南省軍区政委に昇格。1979年3月13日、名誉回復。1979年4月、済南軍区副政委（大軍区副職）に任命。1983年7月に退職しました。1992年12月13日、病気で江蘇省南京市で79歳で亡くなりました。

## 勲章
- 1933年8月1日、三等紅星賞章、第225号。
- 1938年、名誉戦士称号、第1441号。
- 1951年、模範党員称号、第125号。
- 1955年、二級八一勲章、二級独立自由勲章、一級解放勲章。
- 1957年6月18日、二級八一勲章、第03406号。
- 1957年6月18日、二級独立自由勲章、第03406号。
- 1957年6月18日、一級解放勲章、第04025号。
- 1988年、一級紅星功勲栄誉章、A0623号。